# Alfredo Espinosa
Alfredo Espinosa Orive (Bilbao, 6 de septiembre de 1903-Vitoria, 24 de junio de 1937) fue un médico y político español. Perteneció al partido  Unión Republicana y fue miembro del primer gobierno autónomo del País Vasco en el que desempeñó el cargo de Consejero de Sanidad entre 1936 y 1937. Fue asesinado por los franquistas durante la Guerra Civil.

## Biografía
Estudió Medicina en la Antigua Facultad de Medicina de San Carlos, en donde formó parte de los grupos estudiantiles opuestos a la monarquía de Alfonso XIII y a la dictadura de Primo de Rivera. En 1926 obtuvo el título de médico, volviendo a Bilbao, siendo posteriormente responsable del área de radiología del Hospital de Basurto.
Aparte de su labor profesional, Espinosa fue muy activo en los círculos republicanos de la política vizcaína. Elegido concejal del ayuntamiento de Bilbao el 12 de abril de 1931 en las listas de la Conjunción Republicano Socialista. Con el advenimiento de la República fue nombrado miembro de la comisión gestora de la Diputación de Vizcaya. Más tarde fue gobernador civil de Burgos y de Logroño. Con la constitución de Unión Republicana, en 1934, Espinosa fue elegido su presidente en Vizcaya. Al estallar la Guerra Civil, fue nombrado comisario de Comunicaciones en la Junta de Defensa de Vizcaya creada en agosto de 1936. Tras la aprobación del Estatuto de Autonomía, Espinosa se integró en el gobierno presidido por José Antonio Aguirre, como consejero de Sanidad.
Durante el breve periodo de su mandato (octubre de 1936-junio de 1937) y a pesar del cada vez más reducido territorio sobre el que ejercía su administración el Gobierno de Euskadi, consagró sus esfuerzos a mejorar las condiciones de la población que sufría la guerra. Se hizo cargo de la Cruz Roja en el País Vasco, promovió la higiene rural y organizó la asistencia social a refugiados e hijos de milicianos fallecidos, mediante la creación de fundaciones benéficas. Promovió también la creación de la facultad de Medicina en la Universidad Vasca, creada por el Gobierno Vasco, en el Hospital de Basurto. También se significó en la prevención de la represión arbitraria.
En junio de 1937, viajaba en avión desde Toulouse (Francia) hacia Santander, a donde se habían retirado los restos del Ejército Vasco, pero el aparato aterrizó en la playa de Zarauz, por traición de su piloto. Las autoridades franquistas le detuvieron y trasladaron a la prisión de Vitoria. Allí fue juzgado sumariamente y condenado a muerte por "adhesión a la rebelión", siendo ejecutado el 24 de junio de 1937 en los muros del cementerio de Santa Isabel, dos días después de ser detenido.

## Hospital Alfredo Espinosa
En 2016 se inauguró el hospital de Urdúliz, que lleva el nombre de Alfredo Espinosa. Este hospital atiende a población de la Margen Derecha de la ría de Bilbao.